# Alexandereiland
Alexandereiland is een rotsachtig met sneeuw bedekt eiland in de Bellingshausenzee op 70°40' Z, 70°30' W voor de kust van het Antarctisch Schiereiland. De enige verbinding met het vasteland wordt gevormd door een ijsschots. Het eiland heeft een oppervlakte van 43.250 km² en is daarmee het grootste eiland van het continent.
Het eiland werd ontdekt door Fabian Gottlieb von Bellingshausen van de Russische Marine op 28 januari 1821 die het Alexander I Land noemde, naar de op dat moment heersende tsaar. Tot 1940 werd aangenomen dat het tot het vasteland van Antarctica behoorde, maar in december van dat jaar ontdekte een Amerikaanse expeditie onder leiding van Finn Ronne dat het om een eiland ging.
Het eiland ligt in de zone die wordt opgeëist door Argentinië, Chili en het Verenigd Koninkrijk. In de jaren 50 werd op het eiland de basis Fossil Bluff gebouwd door de Britten als onderdeel van het Brits Antarctisch Territorium. Deze basis wordt nu gebruikt als meteorologisch station en bevoorradingsstation.
Alexandereiland · Grahamland · Zuidelijke Orkneyeilanden · Zuidelijke Shetlandeilanden